# عبد اللطيف الكويتي
الفنان عبد اللطيف الكويتي (1901 - 12 فبراير 1974)، واحد من أبرز أهل الطرب الكويتي واعتبره الكثيرون مطرب الكويت. وهو أول مطرب كويتي يغني في الإذاعات العربية والأجنبية، والحفلات الغنائية خارج الكويت. اختار اسم الكويت للتأكيد على انتساب فنهُ لها، وقدم نحو 400 أغنية.

## سيرة الذاتية
اسمه الكامل عبد اللطيف عبد الرحمن العبيد، ولد في الكويت سنة 1901 في دروازه العبد الرزاق، 
وهناك بعض المصادر تشير أنه ولد في سنة 1904، كما ورد في كتاب صالح الغريب «عبد اللطيف الكويتي مطرب الكويت الأول»
، أصيب عبد اللطيف بالشلل النصفي في الـ 18، ولازمه طيلة حياته، لم يتزوج ولم يرزق بأبناء.

## تعليمه
تلقى الفنان عبد اللطيف الكويتي تعليمه الابتدائي في مدرسة ملا زكريا الأنصاري، فتعلم اللغة العربية والحساب، وتجويد القرآن الكريم، ثم انتقل بعدها إلى مدرسة عبد العزيز حمادة، وكان يميل للشعر العربي الفصيح 
وخلال دراسته البسيطة تعلق بالشعر العربي الفصيح حيث قرأ العديد من دواوين الشعراء الكبار، وأعجب بتلك الأشعار، كما قرأ لشعراء عرب معاصرين وكان نبيها ولدية القدرة على الحفظ خاصة القصائد مما ساعده ذلك في صقل رحلته الفنية.

## أسرته
ينتمي الفنان عبد اللطيف الكويتي إلى أسرة عملت في البحر، كما تأثر الفنان عبد اللطيف الكويتي بشقيقه الأكبر (عيسى) الذي يعتبر من شعراء النبط، وقد غنى الفنان عبد اللطيف الكويتي بعض أشعاره منها:
شي عجيب يا ولد منصور... هذا الغزال اللي تعدانه

## بداياته

المطرب الكويتي عبد اللطيف الكويتي في شبابه

منذ الصغر أبدى عبد اللطيف الكويتي تعلقاً بالغناء ولم تكن الإعاقة التي عاشها هذا الفنان حائلاً دون سعيه الحثيث للإبداع، وبدأ رحلته الفنية داخل الكويت عندما كان يزور ديوان خالد البكر، الذي يقع في شارع دسمان قرب مدرسة الصباح ويستمع إلى أغانيه، وفي عام 1927 م جاء إلي الكويت مندوب شركة بيضافون واتفق مع الفنان عبد اللطيف الكويتي على تسجيل إسطوانات لبعض أغانية في بغداد، فغنى أغنية «عواذل ذات الخال» وهي من أشعار المتنبي (وليس هناك أي معلومات عن محتويات هذه الإسطوانة كما يشير د.يوسف دوخي).

## أول أغنية
يشير الأستاذ صالح الغريب في كتابه «عبد اللطيف الكويتي مطرب الكويت الأول»، إلى أن أول أغنية غناها عبد اللطيف الكويتي هي «قف بالطواف» عام 1926، وبعد عام واحد من تقديم هذه الأغاني في الكويت إتجه الفنان عبد اللطيف الكويتي إلى بغداد لتسجيلها، كما ذكر المطرب عبد الله الفضالة إلى أنه كان يذهب بصحبة عبد اللطيف الكويتي ومحمود الكويتي إلى بومباي في الهند لتسجيل أغانيهم في اسطوانات.

## اوائل العشرينيات
عاصر عبد اللطيف الكويتي فنانين المرحلة الأولى من الأغنية الكويتية مثل (يوسف البكر) و (عبد الله الفرج) و (خالد البكر) الذي كان له فضل كبير عليه، وفي أوائل العشرينات سافر الفنان عبد اللطيف لأول مرة إلى خارج الكويت إلي الهند في سفينة عبد اللطيف بن عيسي ونزل في ضيافة الشيخ عبد اللطيف عبد الرزاق (من أكبر تجار اللؤلؤ العرب) المقيمين في مدينة بومباي، واقام في بومباي عدة سنوات سجل خلالها مجموعه من الأسطوانات، كما كان يقدم حفلات غنائية في إذاعة دلهي، وجاء إلي الكويت من بومباي سنه 1947 م في الباخرة، مع الشيخ أحمد الجابر الصباح حاكم الكويت العاشر حينئذ أثناء زيارتة للهند.

## علاقته بعمالقة الفن العربي
التقى الفنان عبد اللطيف الكويتي بالكثير من الفنانين العمالقة منهم كوكب الشرق ام كلثوم وموسيقار الأجيال محمد عبد الوهاب، ويقول عنه الباحث د. فهد الفرس: «تميز الفنان عبد اللطيف الكويتي بالموهبة في حفظ الألحان الشعبية ونقلها بالشكل الصحيح من خلال صوته القوي، والأداء السلس وسلامة مخارج الألفاظ والحروف والحرص على العمل والدقة فيه
أما آلة العود التي كانت ترافقه فكان يفضل العزف عليها كل من الفنانين الكبيرين محمود الكويتي وسعود الراشد
وهكذا فان الراحل عبد اللطيف الكويتي قدم عبر مسيرته الفنية 400 أغنية بين 1926 إلى 1975 أي بمعدل 8 أغنيات في العام الواحد، كما قدم الراحل عدة ألوان فنية مثل السامري والخيالي والخماري والنجدي والدوسري، ويعتبر أول فنان كويتي يحقق أكبر رقم توزيع للإسطوانات وتحقيق أعلى سعر، إذ بيعت إحدى إسطواناته في عام 1939، بأكثر من ثلاثين روبية، وهو رقم مرتفع في ذلك الوقت.

## ألقابه
أطلقت عليه تسميات عدة منها:
- المطرب الطائر.
- المغني الأندلسي.
- مطرب الملوك والأمراء.
- مطرب الكويت المحبوب.

## علاقته بالتلفزيون
رغم عطاءه الكبير ومكانته الفنية إلا انه ظل بعيدا عن التليفزيون طوال حياته، وفي الثاني عشر من مارس 1964 م ظهر للمرة الأولي علي شاشة تلفزيون الكويت في مقابلة أجراها الإعلامي رضا الفيلي، سجل خلالها مجموعة من الأغنيات المشهورة له مع مجموعة من المطربين الكبار وبعد ذلك تم بث أكثر من أغنية له حازت علي إعجاب المشاهدين، ومن الأغاني التي قدمها وحققت الكثير من النجاح نشير إلى ريم الفلا، ملك الغرام، يا طير سلم لي، يا بديع الجمال، في هو بدري وزيني، يا من يرد لي الغالي، زارني المحبوب، سلوا فاتر الاجفان، نظرة البستان، وهي من أجمل الالحان التي قدمها هذا المطرب في مشواره، كما قدم عبد اللطيف الكويتي أغاني رائعة أخرى مثل قف بالطواف، يا ليلة دانة، دنت الساعة، وتعد أجمل الالحان التي قدمها هذا المطرب في مشواره (ريم الفلا) و (ملك الغرام) و (يا بديع الجمال) و (في هوى بدري) و (زيني) و (نظرة البستان)

## وفاته
في يوم الأربعاء 12 فبراير عام 1974 م توفي المطرب عبد اللطيف الكويتي عن عمر يناهز الأربعة والسبعين عاماً.